# Franciszek Ignacy Narocki

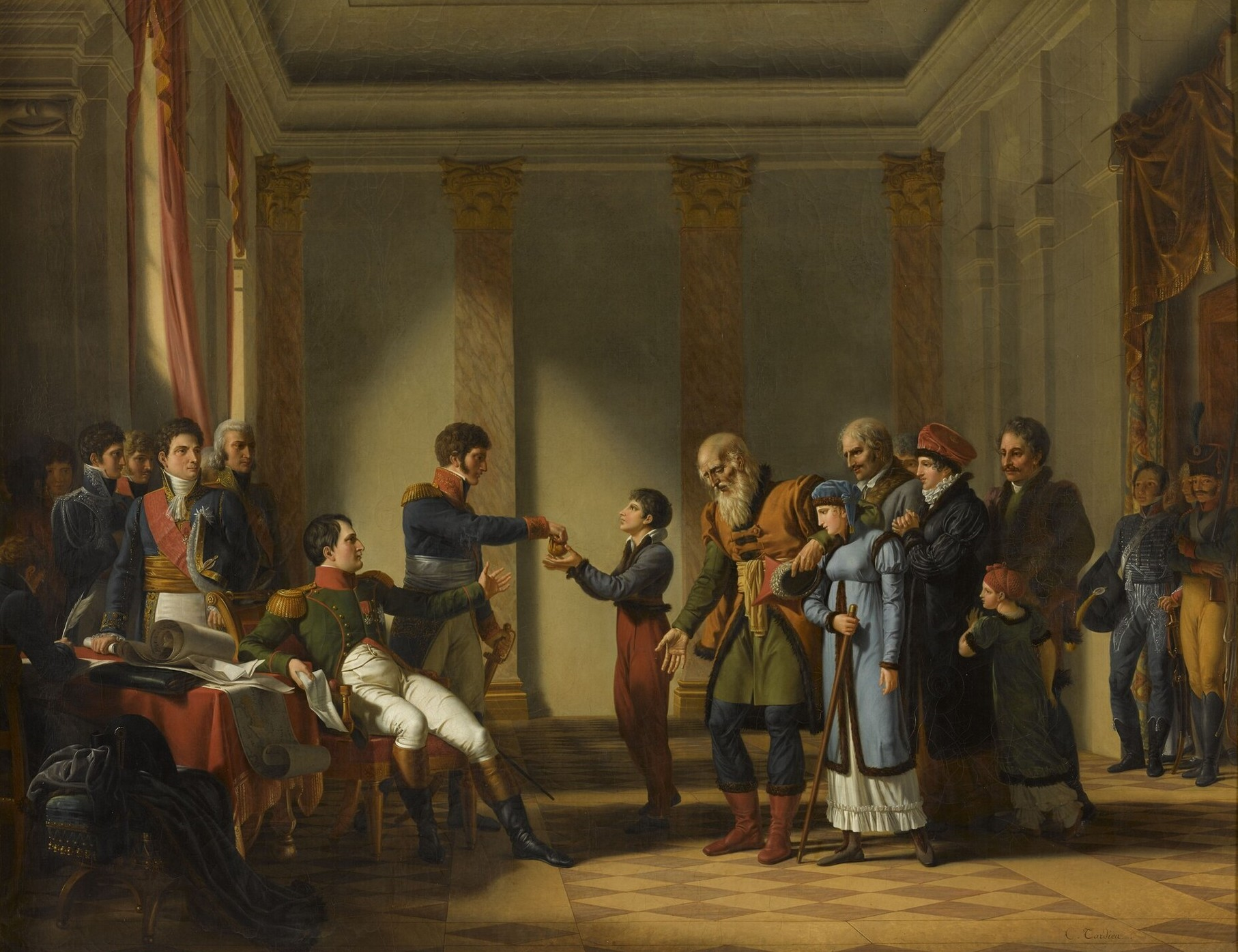
Audiencja Franciszka Ignacego Narockiego u Napoleona (obraz autorstwa Jeana-Charles’a Tardieu)

Franciszek Ignacy Narocki (ur. w Witkach pod Wilnem, zm. pod koniec 1809 lub 6 stycznia 1816 w Warszawie) – konfederat barski, sybirak, znany z długowieczności.

## Życiorys
Według posiadanej przez siebie metryki chrztu miał urodzić się w 1690 jako syn Józefa i Anny. W młodości podobno służył w wojsku. Odziedziczył po rodzicach niedużą gospodarkę, po utracie której utrzymywał się z dzierżaw majątków kościelnych.
Po zawiązaniu konfederacji barskiej w Sochaczewie 14 lutego 1769 został pisarzem przy marszałku konfederackim Felicjanie Franciszku Stępowskim. Pod dowództwem regimentarza Jana Bachowskiego brał udział w rekrutacji i ściąganiu podatków. Po klęsce oddziału Stępowskiego pod Sochaczewem (12 sierpnia 1769) wraz z Bachowskim przeszedł do konfederacji ziemi warszawskiej, gdzie miał dosłużyć się stopnia pułkownika.
22 kwietnia 1772 dostał się do niewoli pod Kętami, po przegranej potyczce z podjazdem rotmistrza Czewnina (z dywizji Suworowa). W raporcie rosyjskim z bitwy był wspomniany pod nazwiskiem „Nargocki”. W czerwcu 1772 trafił do obozu przejściowego na warszawskiej Pradze, następnie do obozów w Połonnem i Kijowie, skąd został zesłany do Kazania i Tobolska.
Wrócił do Polski na początku 1774, po ukazie amnestyjnym Katarzyny II z 10 września (22 września według kalendarza gregoriańskiego) 1773. Po rozbiorach osiadł w Warszawie. Władze pruskie przyznały mu rentę starczą w wysokości 228 złotych polskich rocznie. Ubierał się tradycyjnie, nosił polski kontusz i szablę.
W 1807 zyskał sławę dzięki audiencji u Napoleona. Narocki, jako swoisty fenomen długowieczności i reprezentant polskich tradycji narodowych, został przedstawiony cesarzowi 28 stycznia 1807 przez szambelana księcia Aleksandra Sapiehę. Narocki przekazał Napoleonowi prośbę o zapomogę, w której powołał się na swój podeszły wiek (117 lat) i uzyskał pozytywną odpowiedź – cesarz przyznał mu dożywotnią pensję w wysokości 100 luidorów (około 3600 złotych polskich) rocznie. Audiencję Narockiego uwiecznili malarze francuscy Jean-Charles Tardieu i Horace Vernet.
Zgodnie z późniejszą tradycją, do późnego wieku zachował sprawność fizyczną. Według aktu zgonu z 1816 dożył 125 lat. Został pochowany w katakumbach cmentarza Powązkowskiego w Warszawie.